# Cát Hồng Xương

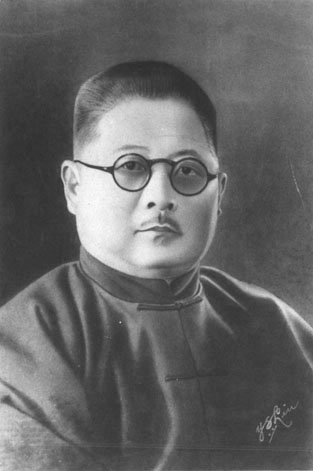
Cát Hồng Chương

Cát Hồng Xương (tiếng Trung: 吉鴻昌; bính âm: Jí Hóngchāng, vốn có tên Cát Hằng Lập, 1895–1934) là một vị tướng và một người yêu nước Trung Hoa.

## Tiểu sử
Cát Hồng Xương sinh năm 1895, tại Phù Câu, Hà Nam, Trung Hoa. Ông khởi đầu sự nghiệp quân sự dưới quyền tướng Phùng Ngọc Tường. Ông là Tư lệnh Binh đoàn 22 rồi được cử làm Chủ tịch tỉnh Ninh Hạ. Vì từ chối tấn công Hồng quân của Đảng Cộng sản trong lúc Trung Hoa đang bị Nhật Bản đe dọa, ông bị Tưởng Giới Thạch cách chức và bị cử sang nước ngoài "khảo sát". Ông trở về Trung Hoa năm 1932. Tháng 5 năm 1933, ông tham gia tổ chức Quân kháng Nhật Nhân dân Sát Cáp Nhĩ cùng Phùng Ngọc Tường và Phương Chấn Vũ, tiến hành kháng chiến chống Nhật. Đội quân này chiếm lại Đa Luân (nay thuộc Nội Mông) bị Nhật chiếm và dấy lên cao trào khánh Nhật trên cả nước. Nhưng đến tháng 10, đội quân này bị 16 sư đoàn của Tưởng Giới Thạch trấn áp. Cát Hồng Xương chiến đấu một thời gian trước khi về tị nạn tại khu tô giới Thiên Tân tháng 1 năm 1934.
Chính sách "diệt Cộng phỉ trước kháng Nhật sau" của Tưởng khiến ông thất vông. Kết quả là ông gia nhập Đảng Cộng sản vào tháng 3 năm 1934. Ngày 24 tháng 4, Cát thành lập "Đồng minh Chống phát xít Trung Hoa" tại Thiên Tân, cùng Phùng Ngọc Tường và Phương Chấn Vũ. Đặc vụ Quốc dân đảng đả thương Cát Hồng Xương trong một vụ ám sát ngày 9 tháng 11, rồi kết hợp với cảnh sát tô giới Pháp bắt Cát Hồng Xương mang về xử tử tại Bắc Bình ngày 24 tháng 11.